# (695) Bella
(695) Bella – planetoida z grupy pasa głównego asteroid okrążająca Słońce w ciągu 4 lat i 18 dni w średniej odległości 2,54 j.a. Została odkryta 7 listopada 1909 roku w Taunton (Massachusetts) przez Joela Metcalfa. Pochodzenie nazwy planetoidy nie jest znane. Przed nadaniem nazwy planetoida nosiła oznaczenie tymczasowe (695) 1909 JB.